# I'm Going Slightly Mad
Singles de Queen
Innuendo
(1991) Headlong
(1991)
I'm Going Slightly Mad est une chanson du groupe de rock britannique Queen, sortie en 1991, . Écrite par Freddie Mercury, elle est le second single extrait de l'album Innuendo.

## Autour de la chanson
Bien que la chanson semble être très légère, voire humoristique, elle aurait plutôt tendance à être sombre : beaucoup pensent qu'elle parle du SIDA dont est atteint Freddie Mercury, la démence qui en découle et ce qu'il ressent de son combat contre la maladie, comme en témoigne l'ambiance générale de la chanson (tonalité, rythmes).
La pochette du single, tout comme celle de l'album et d'autres singles extraits, s'inspire des illustrations du Français Grandville.
Mika fait référence à cette chanson dans son single Grace Kelly, à travers la ligne « And then I tried a little Freddie, hmm ; I've gone identity mad ! »

## Clip vidéo
Le clip de la chanson est un des plus connus de Queen. Réalisé par Rudi Dolezal et Hannes Rossacher, le clip est des plus absurde, burlesque et cocasse. Les membres sont tous déguisés : Brian May est habillé en manchot et donne d'ailleurs la réplique à de vrais manchots, Roger Taylor porte une théière qui fume sur la tête, John Deacon est déguisé en bouffon et Freddie Mercury, sous une épaisse couche de maquillage pour cacher les séquelles de sa maladie, porte un régime de bananes en guise de perruque, notamment lorsqu'il chante « I think I'm a banana tree » (« Je crois que je suis un bananier »). Il y a également un homme dans un costume de gorille, qui perd littéralement la tête dans le clip. Des rumeurs prétendent qu'il s'agirait en fait d'Elton John.
Lors d'interviews, Brian May a déclaré qu'avec le clip de These Are the Days of Our Lives, ce clip est une des dernières vidéos tournées par Freddie Mercury, et qu'il était déjà très malade à l'époque, bien qu'il semble encore plein d'énergie. Ce qui n'est pas le cas dans son dernier clip, où il bouge à peine.
Le clip se termine par la disparition des escaliers sur lesquels se trouve John Deacon, puis c'est à son tour de disparaître, en ne laissant que son chapeau de bouffon flottant dans les airs.

## Classements
| Classements (1991)                     | Meilleure place |
| -------------------------------------- | --------------- |
| Allemagne (Media Control AG)           | 42              |
| Belgique (Flandre Ultratop 50 Singles) | 39              |
| Irlande (IRMA)                         | 19              |
| Pays-Bas (Single Top 100)              | 20              |
| Royaume-Uni (UK Singles Chart)         | 22              |

## Crédits
- Freddie Mercury : auteur, chant principal, chœurs, piano, claviers et échantillonneur
- Brian May : guitare électrique, slide guitar
- Roger Taylor : batterie, maracas et bar chimes
- John Deacon : basse
- David Richards : production